# Архангельський військовий округ
Арха́нгельський військо́вий о́круг (АрхВО) — одиниця військово-адміністративного поділу у СРСР, один із військових округів, що існував у період з 1940 по 1944 та з 1945 по 1951.

## Історія
Архангельський військовий округ І формування існував з 26 березня 1940 по 15 грудня 1944 року. Управління округу сформувалося на базі управління 15-ї армії (м. Архангельськ). Включав території Архангельської, Вологодської областей і Комі АРСР.
Управління округу — місто Архангельськ.
На початок німецько-радянської війни за станом на 22 червня 1941 на території округу базувалися 2 стрілецькі дивізії: 88-ма та 111-та. Протягом війни на території Архангельського військового округу формувалися й готувалися резерви і маршове поповнення для діючої армії. Сформували 28-му і 39-ту армії. Крім цього округ забезпечував оборону узбережжя Білого моря, а також безпеку морських караванів на підходах до місць вивантаження і в портах.
При реорганізації у 1944—1946 рр. перейменовувався в Біломорський військовий округ.
Архангельський військовий округ 2-го формування існував з 15 лютого 1946 до 29 червня 1951 року. Управління округу формувалося на базі управління 2-ї ударної армії, базувався на території Архангельської, Вологодської областей і Комі АРСР.
Постановою Ради Міністрів СРСР від 20 червня 1951 округ був знову перейменований в Біломорський військовий округ (4-го формування).

## Командування

### Командувачі
1-ше формування
- Командарм 2-го рангу В. М. Курдюмов (26 березня 1940 — квітень 1940)
- Генерал-лейтенант В. Я. Качалов (червень 1940 — червень 1941)
- Генерал-лейтенант В. З. Романовський (червень 1941 — березень 1942)
- Генерал-лейтенант Т. І. Шевалдин (березень 1942 — 15 грудня 1944)

2-ге формування
- Генерал-полковник І. І. Федюнінський (15 лютого 1946 — лютий 1947)
- Генерал-лейтенант В. і. Щербаков (лютий 1947 — травень 1949)
- Генерал-полковник В. О. Фролов (травень 1949 — 29 червня 1951)